# Jelena Prochorovová
Jelena Vladimirovna Prochorovová (rusky Елена Владимировна Прохорова; * 16. dubna 1978, Kemerovo, Sovětský svaz) je bývalá ruská atletka, jejíž specializací byl víceboj.

## Kariéra
V roce 1999 získala v Göteborgu stříbrnou medaili na evropském šampionátu do 23 let. Na halovém ME 2000 v belgickém Gentu obsadila 5. místo (4 555 bodů).

### Olympijské stříbro
V témže roce reprezentovala na letních olympijských hrách v Sydney. Na medailové pozice se dostala po páté disciplíně, když ve čtvrté části sedmiboje skončila druhá v běhu na 200 metrů a poté vybojovala vítězství ve skoku dalekém (659 cm – 1 036 bodů). V závěrečném běhu na 800 metrů doběhla v čase 2:10,32 na třetím místě a celkovým součtem 6 531 bodů získala stříbro. Olympijskou vítězkou se stala Britka Denise Lewisová, která nasbírala o 53 bodů více a bronz vybojovala Běloruska Natalja Sazanovičová výkonem 6 527 bodů.

### Ostatní úspěchy
V roce 2001 vybojovala na halovém MS v Lisabonu stříbrnou medaili v pětiboji v novém osobním rekordu 4 711 bodů. V letní sezóně dosáhla dalšího úspěchu, když se v Edmontonu stala mistryní světa v sedmiboji. Cestu k titulu Prochorovové ulehčila po dvou disciplínách vedoucí Francouzka Eunice Barberová, která ve třetí části, vrhu koulí nezaznamenala platný pokus a odstoupila. Ruska nakonec zvítězila výkonem 6 694 bodů.
V roce 2002 se stala ve Vídni halovou mistryní Evropy v pětiboji (60 m přek. – 8,56 s, skok do výšky – 1,78 m , vrh koulí – 13,66 m, skok daleký – 6,42 m, běh na 800 m – 2:13,59), když celkově nasbírala 4 622 bodů. Na Mistrovství světa v atletice 2003 v Paříži skončila těsně pod stupni vítězů, na 4. místě. O rok později obsadila 5. místo na letních olympijských hrách v Athénách.

### Ukončení kariéry
Dne 18. června 2005 v Adleru měla pozitivní dopingový nález na zakázané látky. Následně ji IAAF potrestala ročním zákazem startů, který začal platit od 4. října 2005 a vypršel 3. října 2006. Později se již k atletice nevrátila.

### Osobní rekordy
- pětiboj (hala) – 4 711 bodů – 9. března 2001, Lisabon
- sedmiboj (dráha) – 6 765 bodů – 23. července 2000, Tula